# Srst psa
Srst psa je tělní pokryv psa domácího, který ho chrání před nepříznivými vlivy vnějšího prostředí. Mezi stovkami současných plemen psů je mnoho rozdílů co se týče délky, struktury i barvy srsti, přesto má srst psa základní stavbu srsti savců - je tvořena jednotlivými chlupy, které vyrůstají z kůže, přičemž silnější krycí chlup se nazývá pesík a jemnější a kratší chlupy tvoří podsadu.

## Struktura srsti

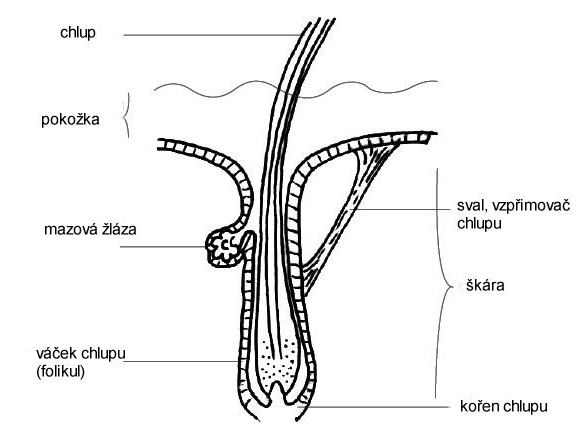
primární folikul psa

Chlupy vzniká dělením epidermálních buněk nacházejících se v chlupové cibulce, na dně chlupového folikulu uloženého v kožní škáře psa. Psi mají, na rozdíl od člověka, folikuly tzv. složené, z jednoho kožního póru vyrůstá jeden silnější krycí chlup, pesík, a 5–20 chlupů podsady. Folikuly nejsou na kůži rozmístěné rovnoměrně, ale ve skupinách, přičemž v jedné skupině je 2–15 pesíků a podsada, která je doprovází. Na jednom cm2 kůže bývá 100–600 takových skupin.. Platí, že čím jsou chlupy jemnější, tím jich na jednotku plochy vyrůstá více. Do každého folikulu, ze kterého vyrůstá pesík (tzv. primární folikul) ústí jedna apokrinní, pachová potní žláza, jedna žláza mazová a je k němu vázán jeden sval, vzpřimovač chlupu. Ten umožňuje naježení srsti.
Folikuly podsady jsou vybaveny jen mazovou žlázou. Sekret mazových žláz, maz, udržuje srst měkkou a pružnou a vytváří na povrchu pokožky a na chlupu vodovzdornou bariéru, která má zároveň antimikrobiální a antiparazitické účinky. Hlavní úloha pesíků je odvádět vodu ze srsti, podsada tvoří tepelnou izolaci.
Chlupy se sklání do různých směrů, podle jejich umístění na těle psa. Na hřbetě směřují od hlavy k ocasu a od středu zad k bokům, na končetinách směrem k tlapkám. Plemena ridgebacků (rhodéský a thajský) jsou typická pruhem srsti na hřbetě, který roste obráceně, od ocasu k hlavě. Nejvíc chlupových váčků a proto i největší hustota srsti je na hřbetě a na bocích, na břiše, pod ocasem a na vnitřní straně stehen je srst nejřidší.

## Druhy psí srsti

### Srst s podsadou
Srst s podsadou je původním typem psí srsti. Je tvořena pevnými pesíky, které jsou doprovázené kratší podsadou a její struktura odpovídá výše popsané obecné struktuře srsti. Tento typ srsti bývá nazýván také dvojitou nebo patrovou srstí. Srst s podsadou může být krátká, jako u labradorského retrívra, nebo švédského vallhunda, častěji středně dlouhá, například u německého ovčáka nebo sibiřského huskyho. Vzhled dlouhosrstých psů s podsadou závisí na tloušťce krycích chlupů - silné pesíky mají samojedi a špicové, středně silné hovawart nebo novofundlandský pes, jemné setři a španělé. Čím jemnější je srst, tím je náročnější na údržbu, jinak plstnatí. Péče spočívá v pravidelném vyčesávání, nestříhají se a koupou se zřídka, jen v případě potřeby. Psi s patrovou srstí výrazně línají. Srst jim na druhou stranu poskytuje dostatečnou ochranu i při celoročním držení venku.

Schematické znázornění chlupů tvořících srst s podsadou
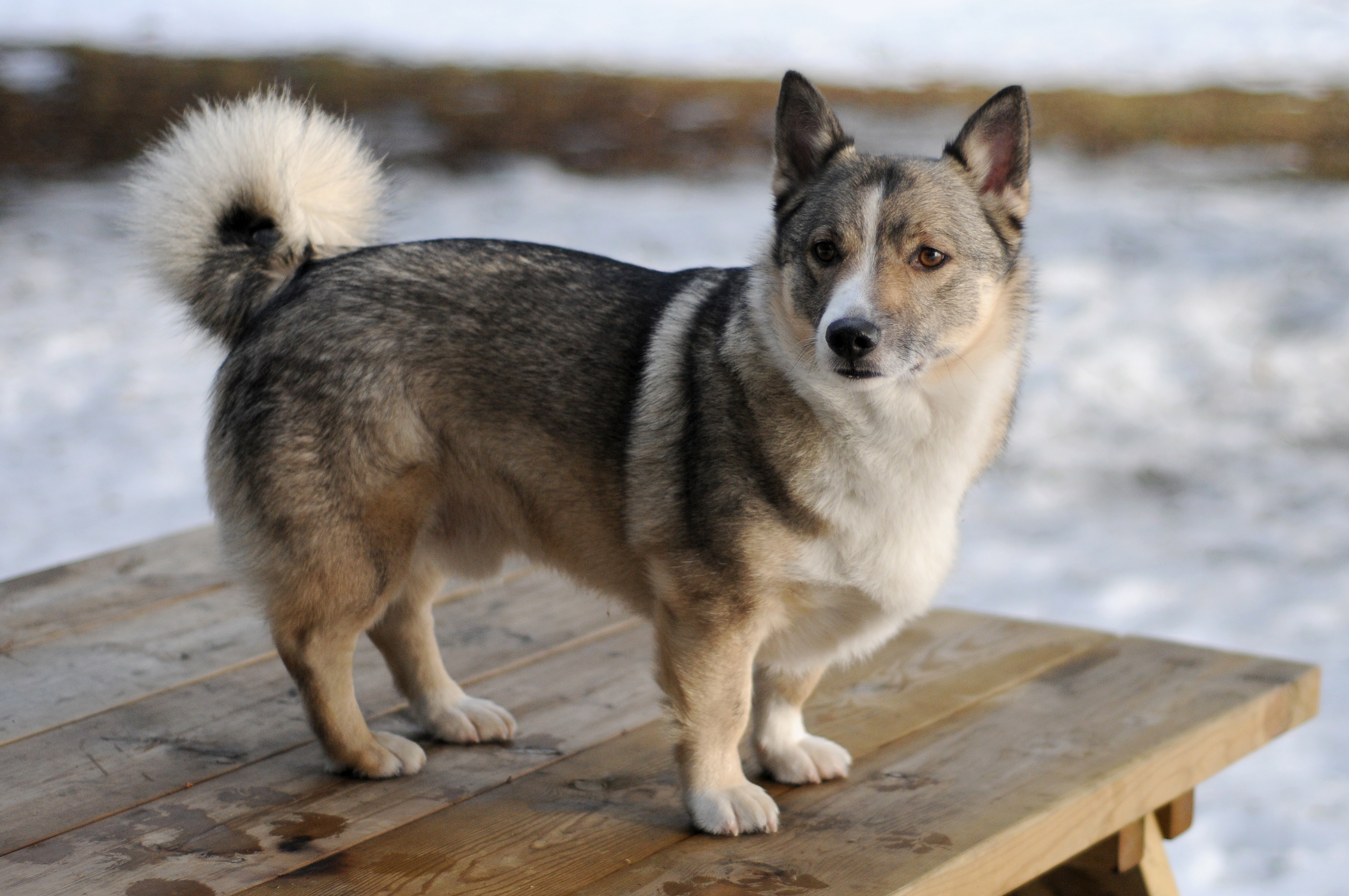
Krátká srst - švédský vallhund
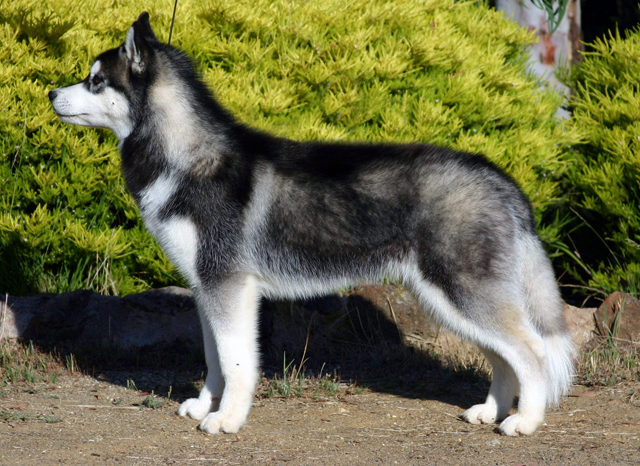
Středně dlouhá srst - sibiřský husky
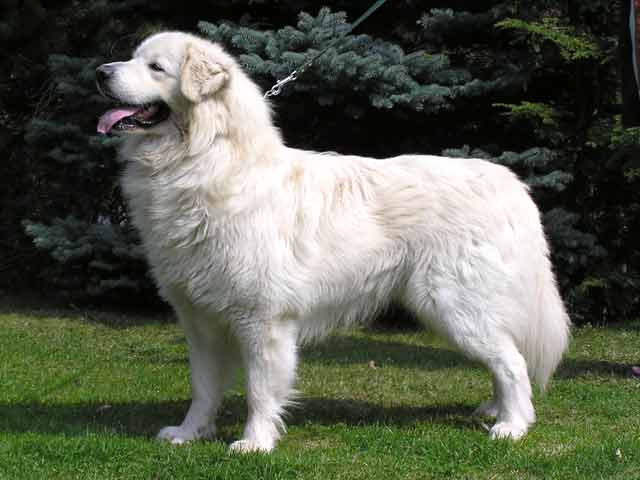
Dlouhá srst - slovenský čuvač

### Hladká srst
Hladká srst je tvořena krátkými a přiléhajícími pesíky, podsada chybí nebo je redukovaná. Nechrání dostatečně proti zimě, velcí psi s touto srstí potřebují v našich podmínkách v zimě dobře zateplenou nebo vyhřívanou boudu, malí psi se na držení venku nehodí vůbec. Hladkou srst má hladkosrstý jezevčík, krátkosrstý výmarský ohař, dobrman, whippet, brabantík, mops a mnoho dalších. Srst nevyžaduje větší péči, v období línání ji stačí vyčesávat měkkým kartáčem nebo rukavicí. Vypadané chlupy nejsou tak nápadné jako u psů s podsadou, ale mají tendenci se zapichovat do koberců a čalounění, což znesnadňuje jejich úklid.

Schematické znázornění chlupů tvořících hladkou srst
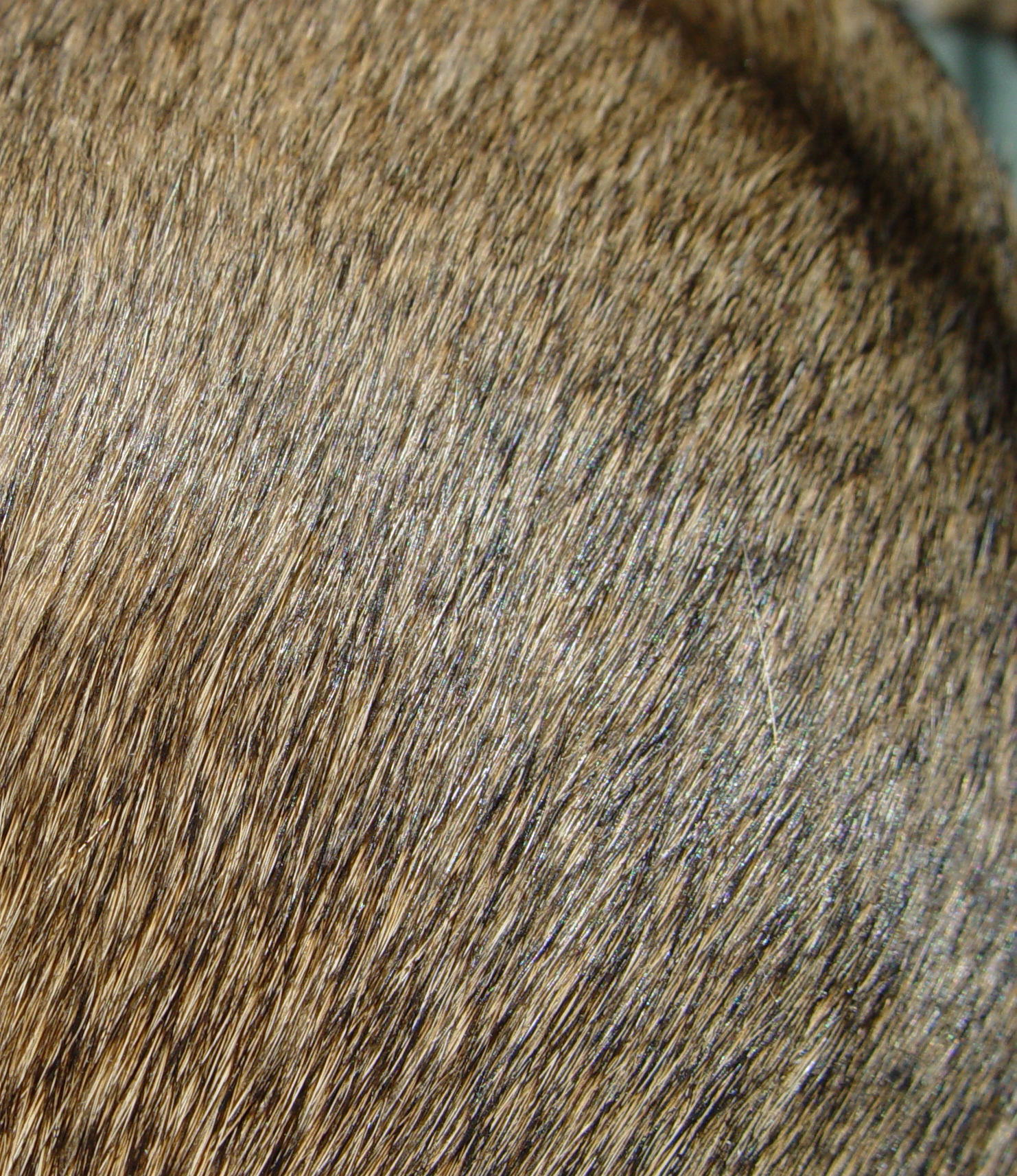
Detail hladké srsti greyhounda
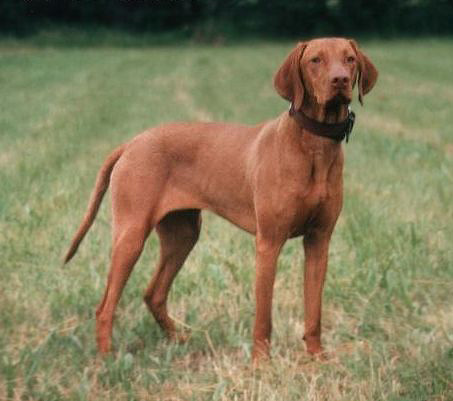
Hladkosrstý maďarský ohař
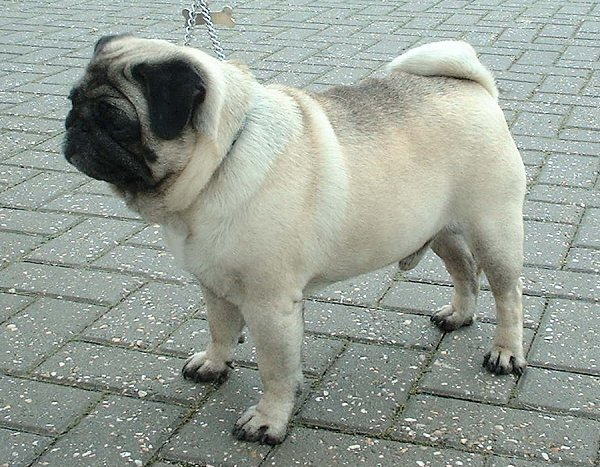
Mops

### Hedvábná srst
Hedvábná srst je velmi dlouhá a jemná, podsada je hustá a jemná, nebo chybí. U psů s hedvábnou srstí a chybějící podsadou je srst podobná lidským vlasům a na hřbetě vytváří pěšinku, na hlavě ofinu a dlouhé vousy. Typickými plemeny je jorkšírský teriér, maltézský psík, afghánský chrt, australský silky teriér nebo havanský psík. Plemeno s hedvábnou srstí s podsadou je například shih-tzu nebo pekingský palácový psík. U psů s hedvábnou srstí je nejvíc folikulárních skupin, 400–600 na cm2 kůže. Je nejnáročnější na péči, vyžaduje denní rozčesávání, jinak rychle plstnatí, a časté koupání. U plemen, kde je vyžadována co nejdelší srst, se srst ve výstavní kondici udržuje balíčkováním. Na druhou stranu tito psi téměř nelínají.

Schematické znázornění hedvábné srsti s podsadou i bez
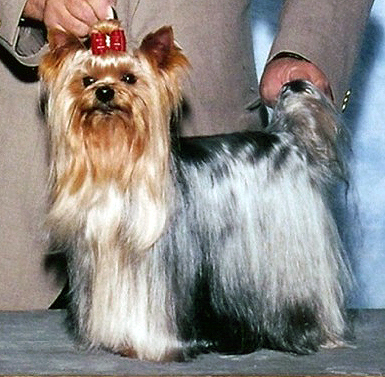
Jorkšírský teriér ve výstavní úpravě
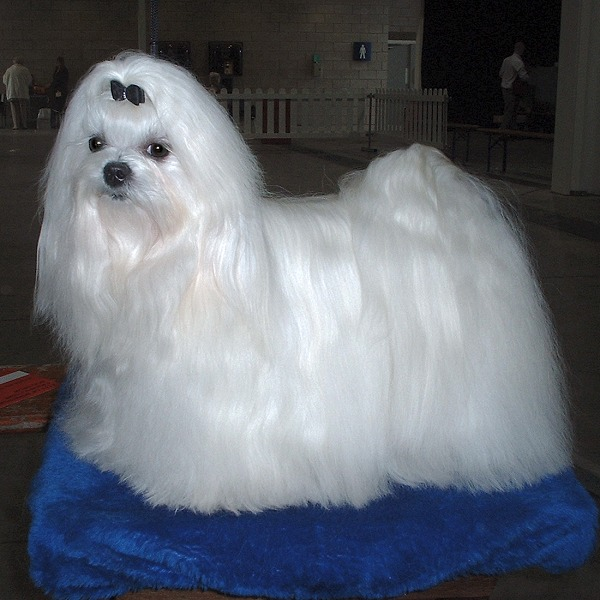
Maltézský psík ve výstavní úpravě
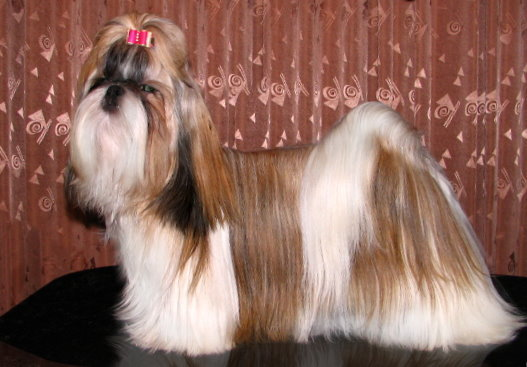
Shi-tzu ve výstavní úpravě

### Kudrnatá srst
Kudrnatá, neboli kadeřavá srst se skládá ze spirálovitě stočených pesíků, podsada chybí. Je zvláštní tím, že chlupy se nachází převážně v růstové fázi (tzv. anagen), proto tato srst neustále dorůstá. Odumřelé chlupy se zachycují v srsti, línání je proto neznatelné. Srst vyžaduje pravidelné kartáčování a stříhání. Je typickým znakem pudlů, ale zvlněnou srst má i portugalský vodní pes, španělský vodní pes, irský vodní španěl, kerry blue teriér, bedlington teriér, bišonek a curly coated retrívr. Není náhodou, že kudrnatou srst mají především plemena psů vyšlechtěných původně k aportování z vody, tato srst je vodovzdorná a psa od studené vody dobře izoluje.

Schematické znázornění pesíku kudrnaté srsti
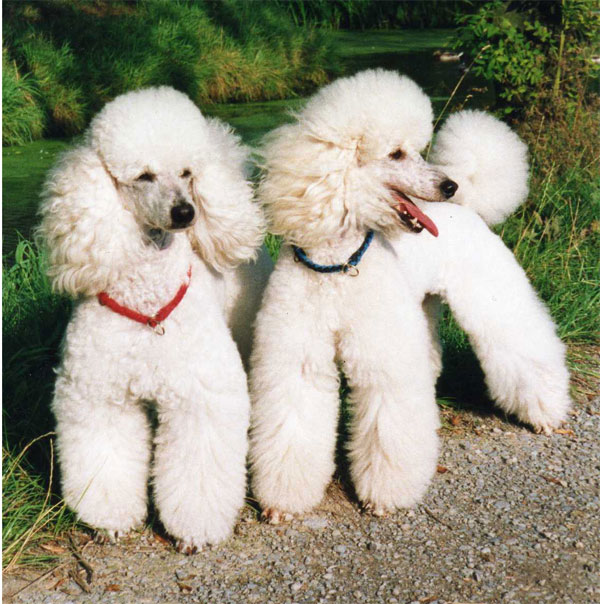
Malý bílý pudl
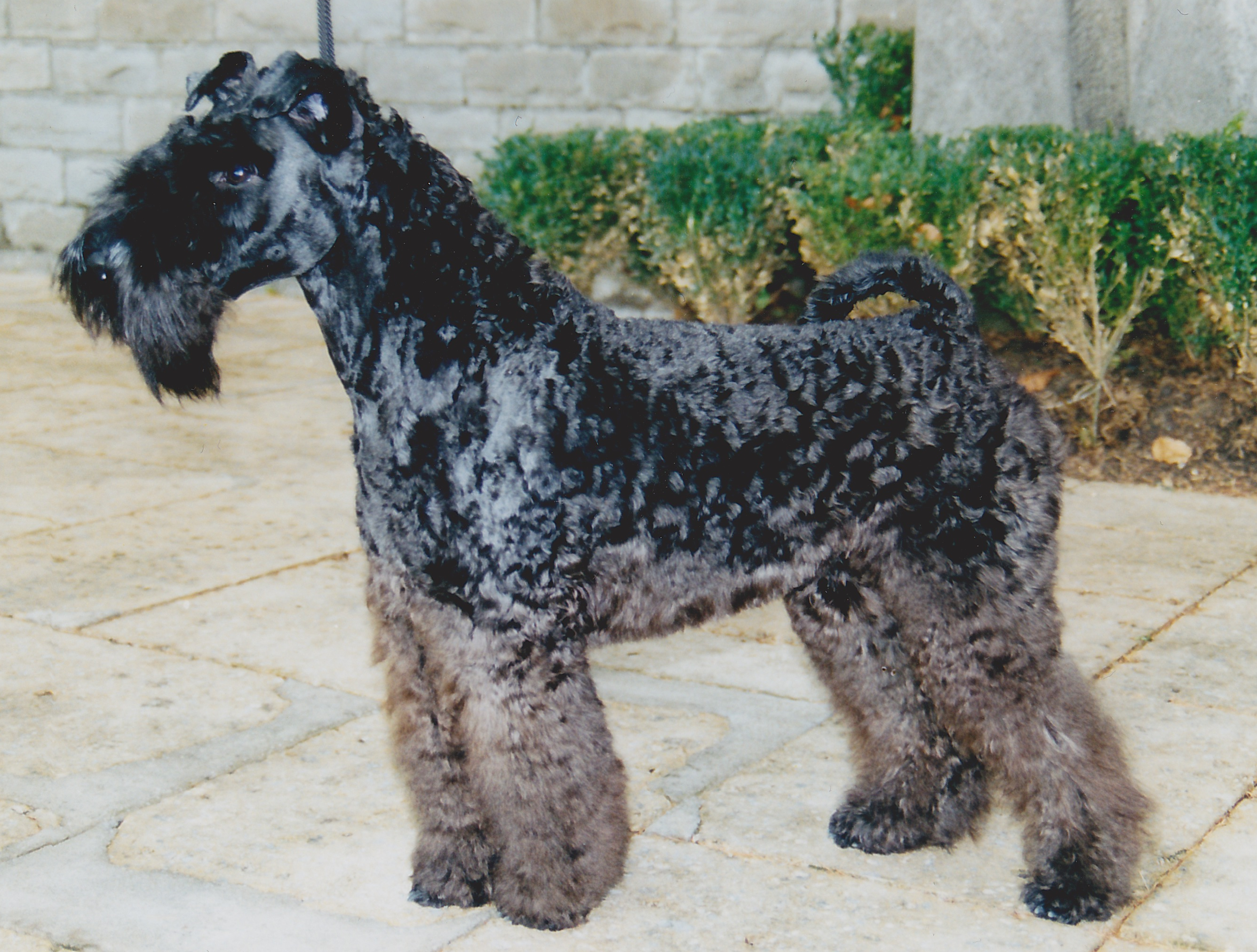
Kerry blue teriér
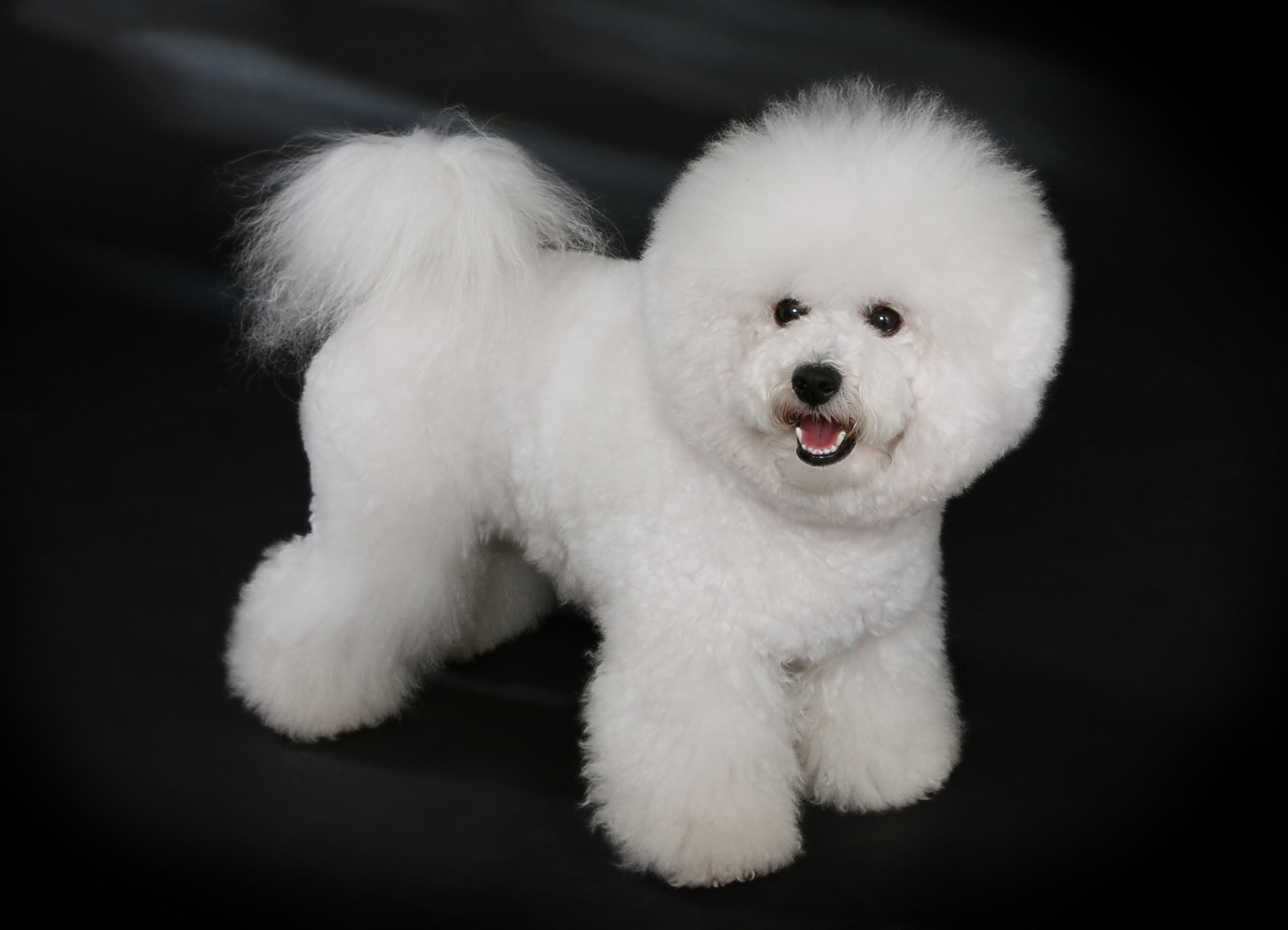
výstavně upravený Bichon á poil Frisé

### Hrubá srst
Hrubá, drsná nebo též drátovitá srst je tvořena hrubými silnými pesíky a velmi hustou podsadou. Udržovaná hrubá srst výborně chrání psa před vlivy vnějšího prostředí, ať se jedná o déšť, zimu nebo třeba trnité křoví. Odumřelá srst ale nevypadává sama od sebe, proto se tento typ srsti trimuje - mrtvé chlupy se vytrhávají. Srst nevytrimovaného psa má tendenci plstnatět. Stříhání hrubé srsti je absolutně nevhodné - srst se nevyměňuje a staré dorůstající chlupy ztrácí svou hrubou strukturu, pesíky jsou slabé, jemné, měkké a podsada mizí. Stříhaná hrubá srst tak časem ztratí svoje kladné vlastnosti a je nahrazena srstí jemnou, kudrnatou a řídkou. Hrubá srst je typická pro lovecká plemena, jako je hrubosrstý jezevčík, německý drátosrstý ohař nebo český fousek, většinu teriérů, knírače a grifonka.

Schematické znázornění struktury hrubé srsti
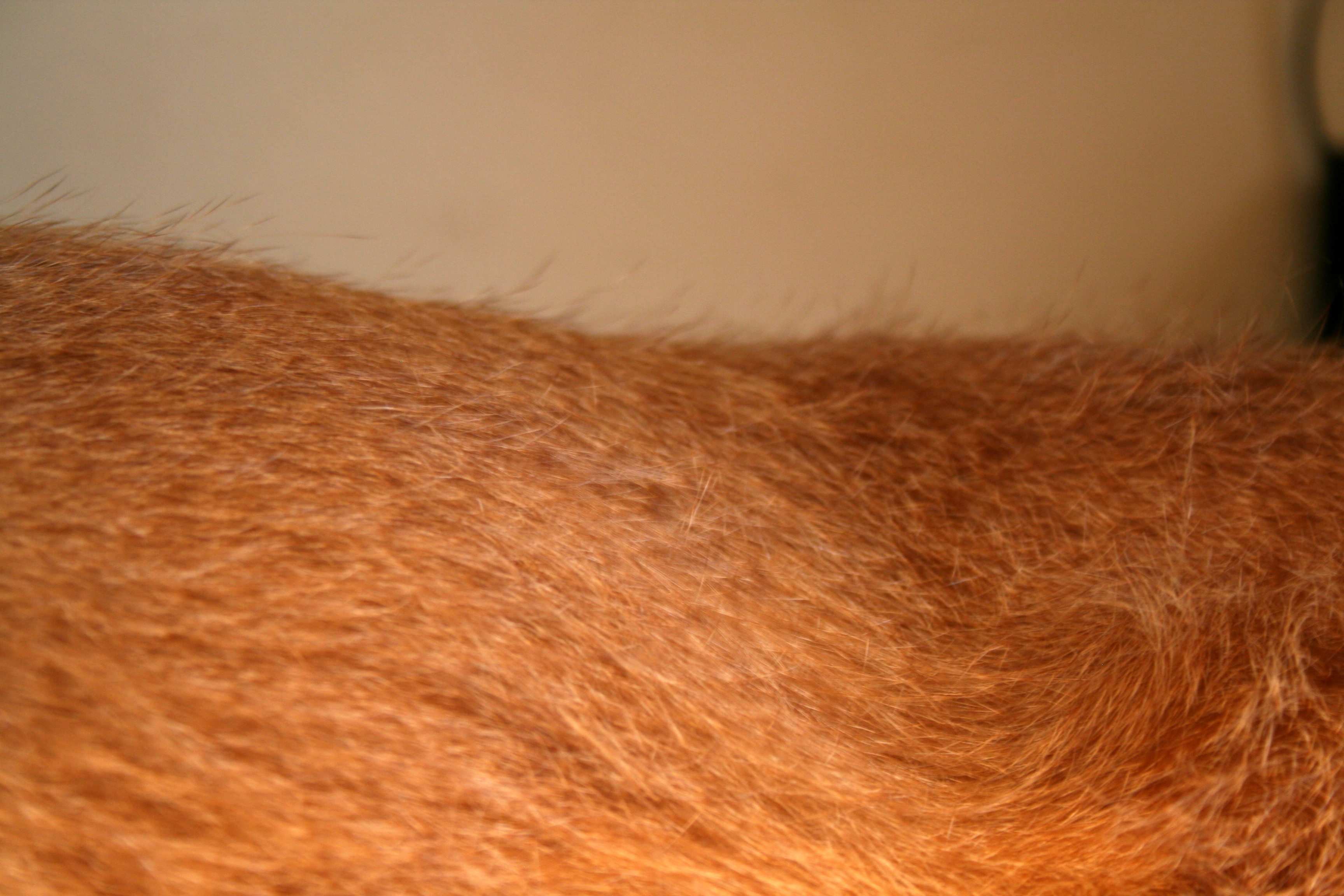
Detail srsti hrubosrstého maďarského ohaře
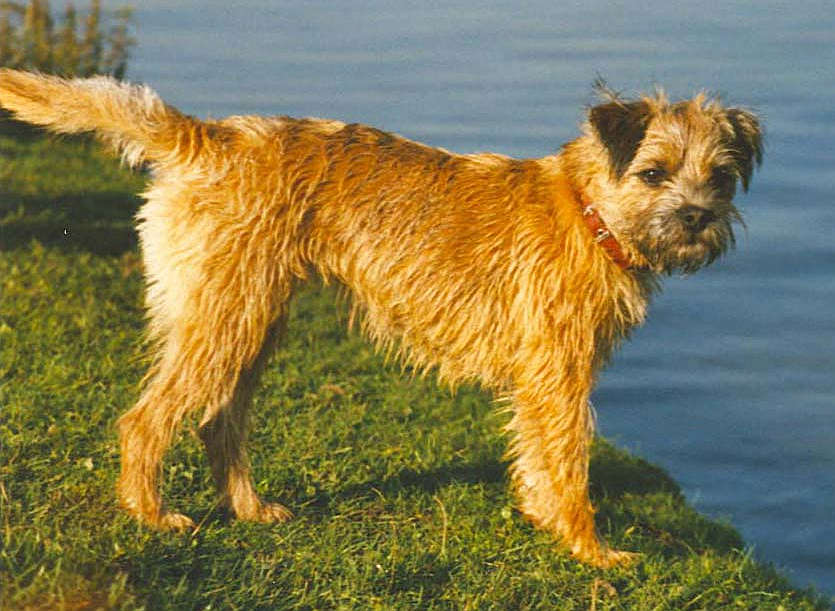
Nevytrimovaný border teriér
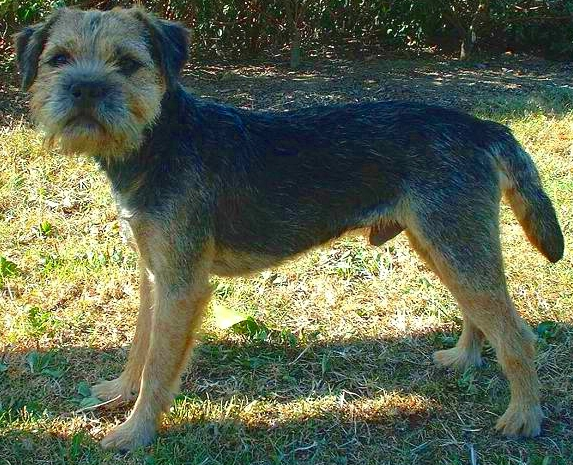
Upravený border teriér
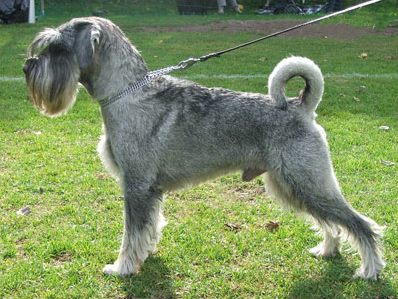
Střední knírač

### Zvláštní druh srsti
Zvláštní druh srsti se nechává plstnatět a formuje se postupně do provazců nebo ploten. Neustále dorůstá, nečeše se, v době formování se jen rozděluje prsty na jednotlivé prameny, aby neplstnatěla do "krunýře". Takovou srst má šňůrový pudl, komondor a puli, a bergamský ovčák.

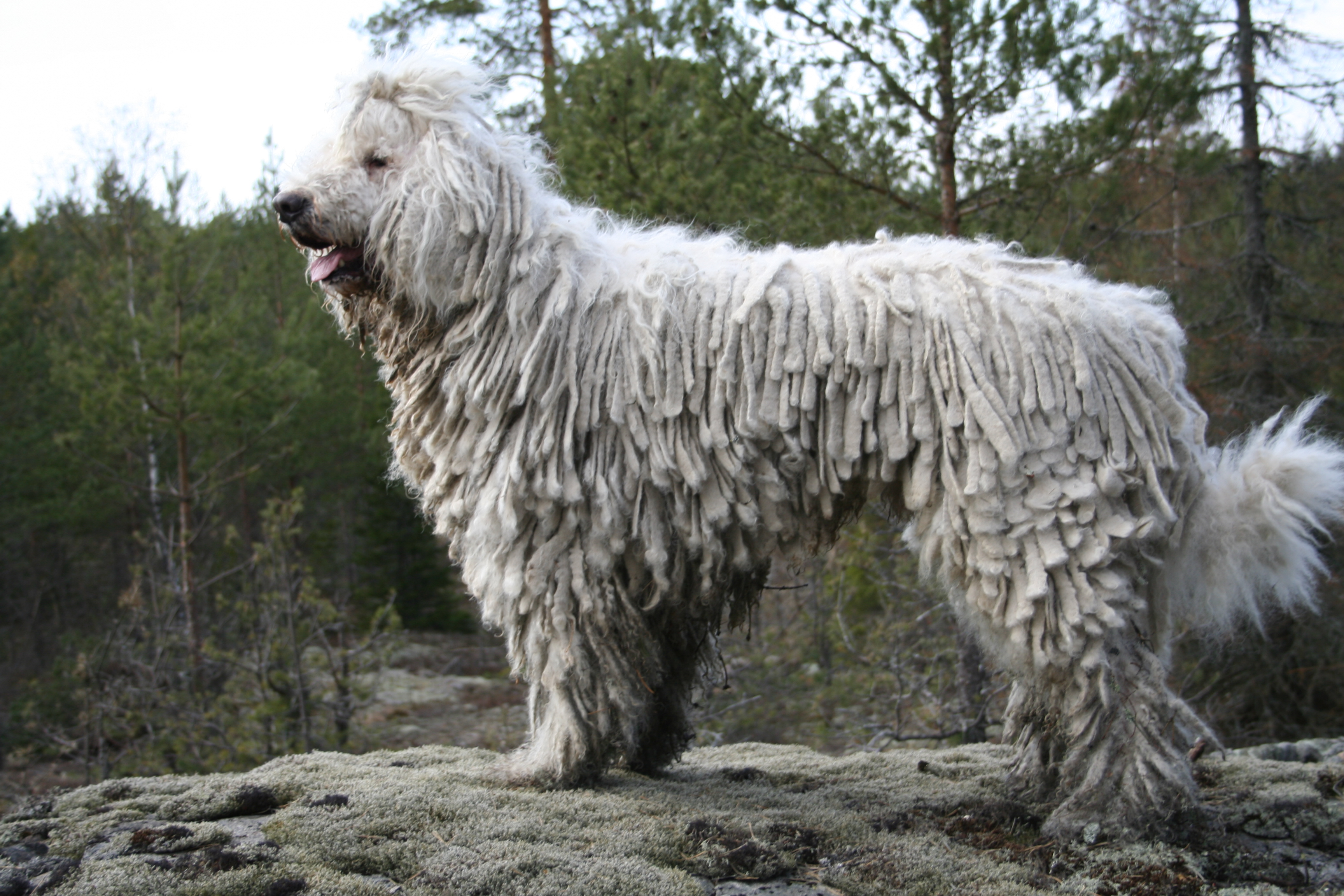
Komondor
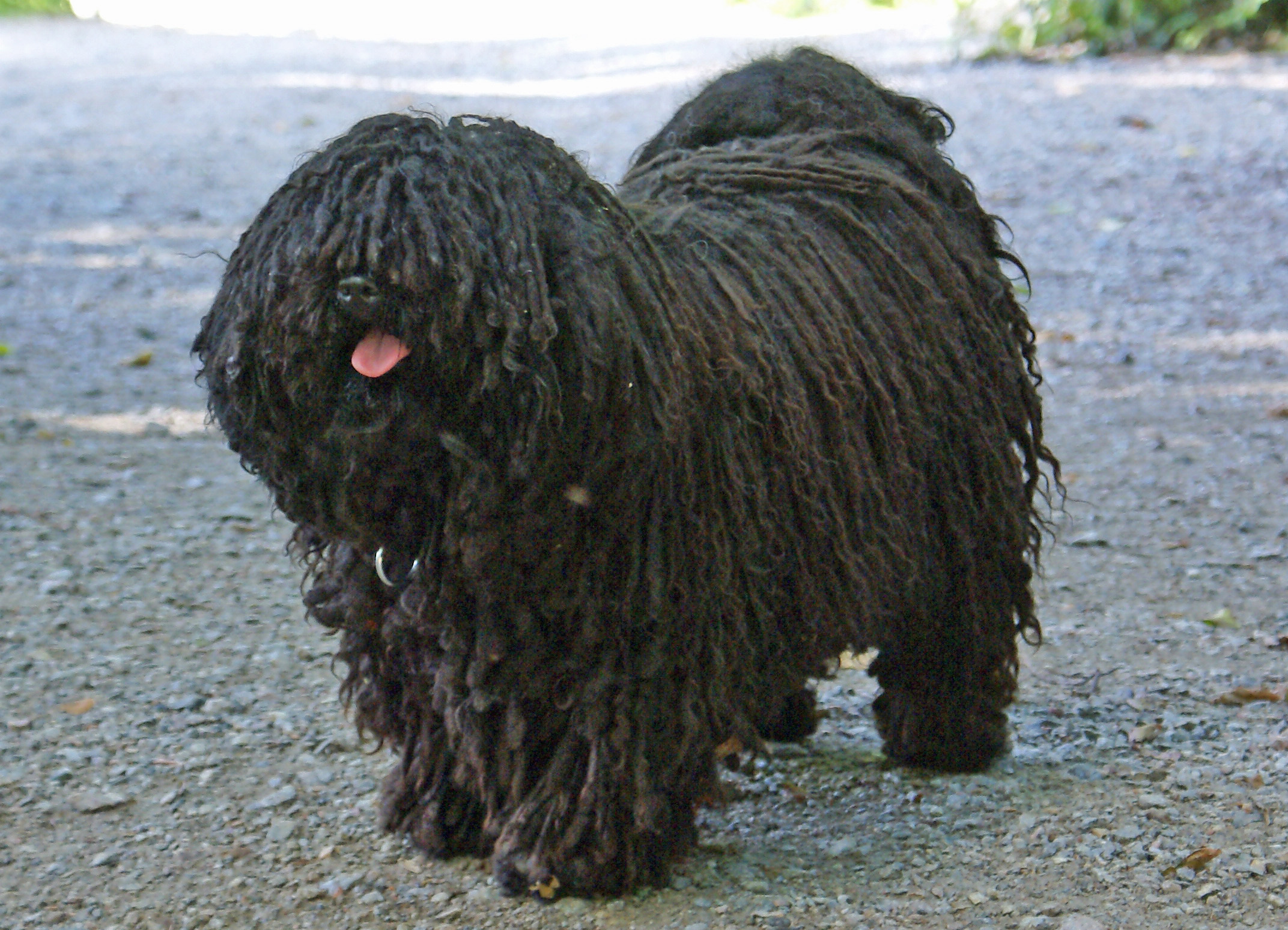
Puli
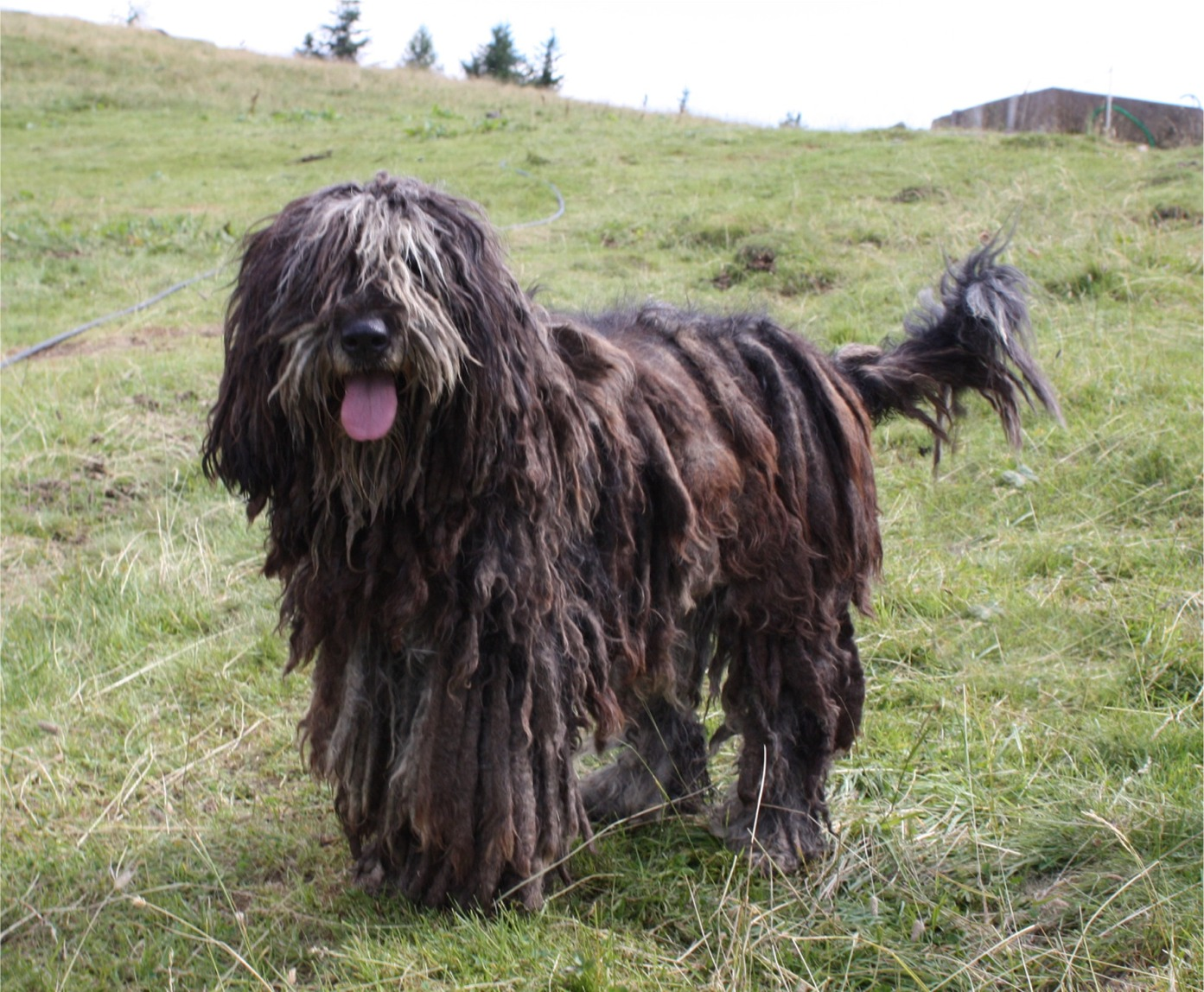
Bergamský ovčák

### Genetika druhů srsti

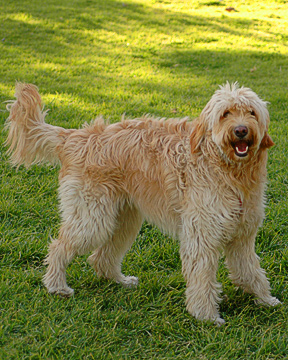
Vlnitá srst labradoodla

Mezi jednotlivými typy psí srsti existuje mnoho přechodů, jakékoliv dělení není absolutní a kvalita srsti se liší i v rámci jednoho plemene. Například u bearded kolie se vyskytují jedinci s hrubší srstí, která z výše popsaného dělení odpovídá dlouhé srsti s podsadou, až po psi se srstí jemnou a lámavou, charakterem blízkým hedvábné srsti. U Jack Russell teriérů a parson russel teriérů se rozlišují tři druhy srsti: hladká, hrubá, a středně hrubá, tzv. broken, což je struktura na pomezí hrubé a hladké srsti. Kříženci psů s kudrnatou a rovnou srstí mohou mít srst vlnitou, příkladem je labradoodle (kříženec pudla a labradorského retrívra).
Struktura a délka psí srsti je výsledkem souhry tří genů, zvaných RSPO2, FGF5 a KRT71, přičemž délka srsti je zřejmě řízena i dalším, zatím neznámým genem nebo geny..
FGF5 je gen kódující růstový faktor - přesněji fibroblastový růstový faktor 5 (Fibroblast Growth Factor-5). Jedná se o zatím jediný známý gen, který ovlivňuje délku srsti. Objevená mutace vede k náhradě jedné aminokyseliny cysteinu jinou aminokyselinou, fenylalaninem (Cys95→Phe). Dlouhá srst je autozomálně recesivně dědičná - u psů s dlouhou srstí je změna přítomná u obou alel genu - genotyp TT, ll - psi s krátkou srstí mohou mít genotyp GG, LL, nebo GT, Ll, tzn. krátkosrstý pes, který je přenašečem vlohy pro srst dlouhou. Popsaný způsob dědičnosti dlouhé srsti se s jistotou uplatňuje u jezevčíků nebo výmarského ohaře, a Cadieu nalezl zmutované alely u 91% zkoumaných dlouhosrstých psů a u přibližně 30% psů se středně dlouhou srstí, na druhou stranu u některých dlouhosrstých plemen, včetně afghánského chrta, nebyla mutace v genu FGF5 nalezena vůbec. Kromě tohoto zatím neznámého genu existují pravděpodobně i modifikující geny, které ovlivňují délku srsti na různých místech těla psa - jako je přítomnost delších chlupů, tzv. vlajky na spodině ocasu, límce, či praporů na končetinách. Tyto dílčí znaky osrstění jsou pravděpodobně pod kontrolou polygenů.

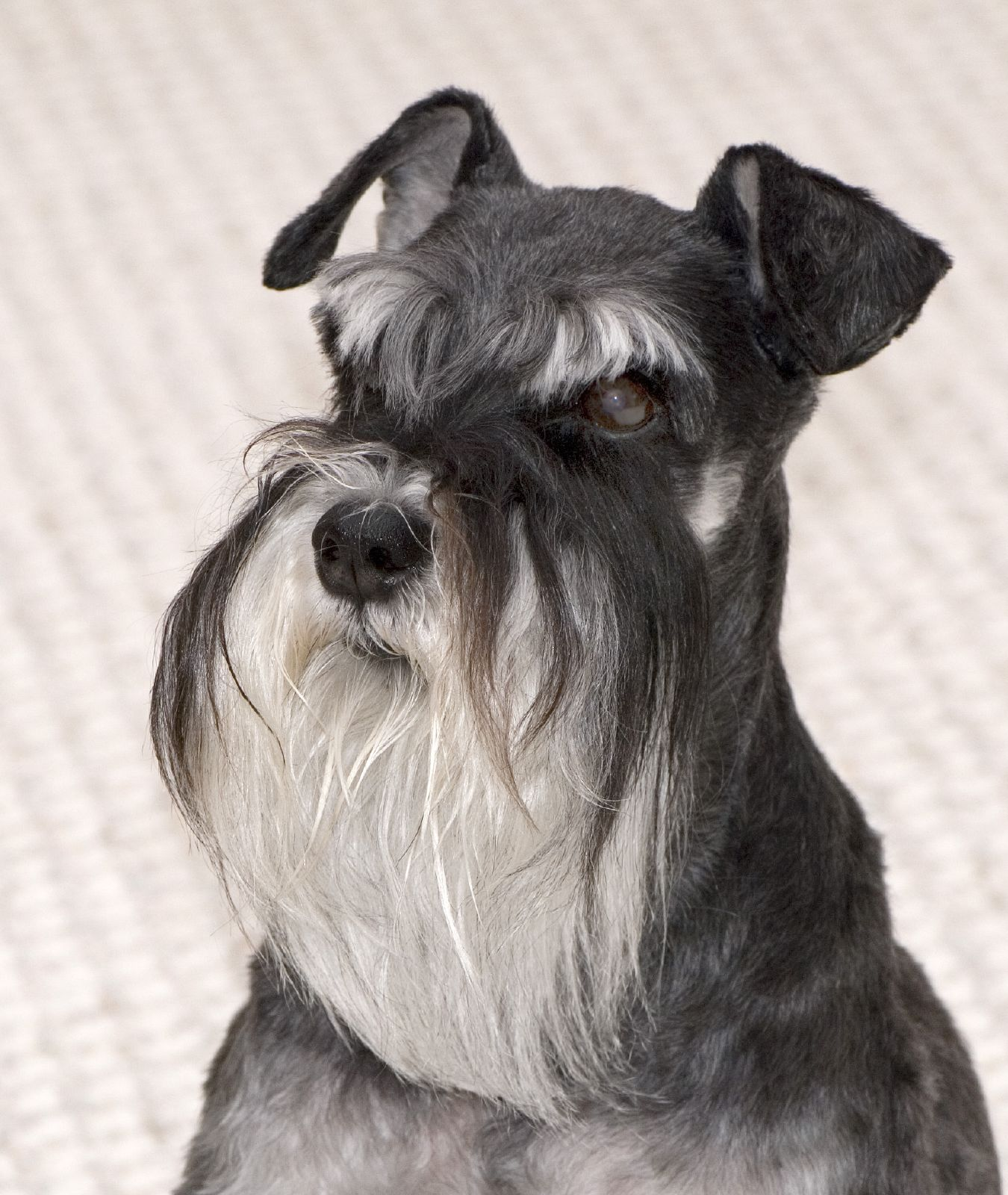
Výrazné obočí a fous miniaturního knírače

Hrubosrsté osrstění kontroluje alela Wh. Je dominantní nad alelou wh. Hrubosrstí psi mají obvykle výrazné znaky - vous a obočí. Vznik znaků (a pravděpodobně i hrubé srsti) je zapříčiněn mutací, přesněji řečeno inzercí 167 párů bází u URT regionu RSPO2 genu. Ten kóduje R-spondin-2, který je součástí signální dráhy, která ovlivňuje vznik a funkci chlupových folikulů. Mutace způsobuje zvýšenou expresi této látky. Znaky jsou děděny dominantním způsobem. Má-li pes znaky, je nositelem jedné nebo obou změněných alel, pes bez znaků nese dvě původní (divoké, wild type) alely. Přítomnost znaků je sice úzce spojena s hrubou srstí, ale jsou i jedinci hrubosrstých plemen, kteří mají nevýrazné znaky a naopak jedinci s vyvinutými znaky a nestandardní, krátkou srstí.
KRT71 je gen kódující bílkovinu keratin, ze které jsou chlupy tvořené. Jeho mutace vede při translaci proteinu k náhradě argininu tryptofanem (Arg151→Trp). To zřejmě mění vazbu na receptory nebo sekundární a terciární strukturu keratinu. Pes, který má aspoň jednu zmutovanou tohoto genu (TT, CT), a zároveň je dlouhosrstý, má srst kudrnatou. Psi s dlouhou rovnou srstí jsou homozygoti CC.
Výsledný typ srsti je dán kombinací, například havanský psík má dlouhou hladkou srst, je recesivním homozygotem genu pro dlouhé osrstění a zároveň alespoň jedné alely RSPO2 s inzercí. Přítomnost dvou divokých alel RSPO2 u havanského psíka vede k nestandardnímu osrstění (improper coat). Psi nesoucí mutaci v RSPO2 i KRT71 se jeví jako hrubosrstí, s delší a kudrnatější srstí. Pokud je u psa přítomna kombinace všech tří genových variant, srst je dlouhá, kudrnatá s výrazným obočím a vousem.

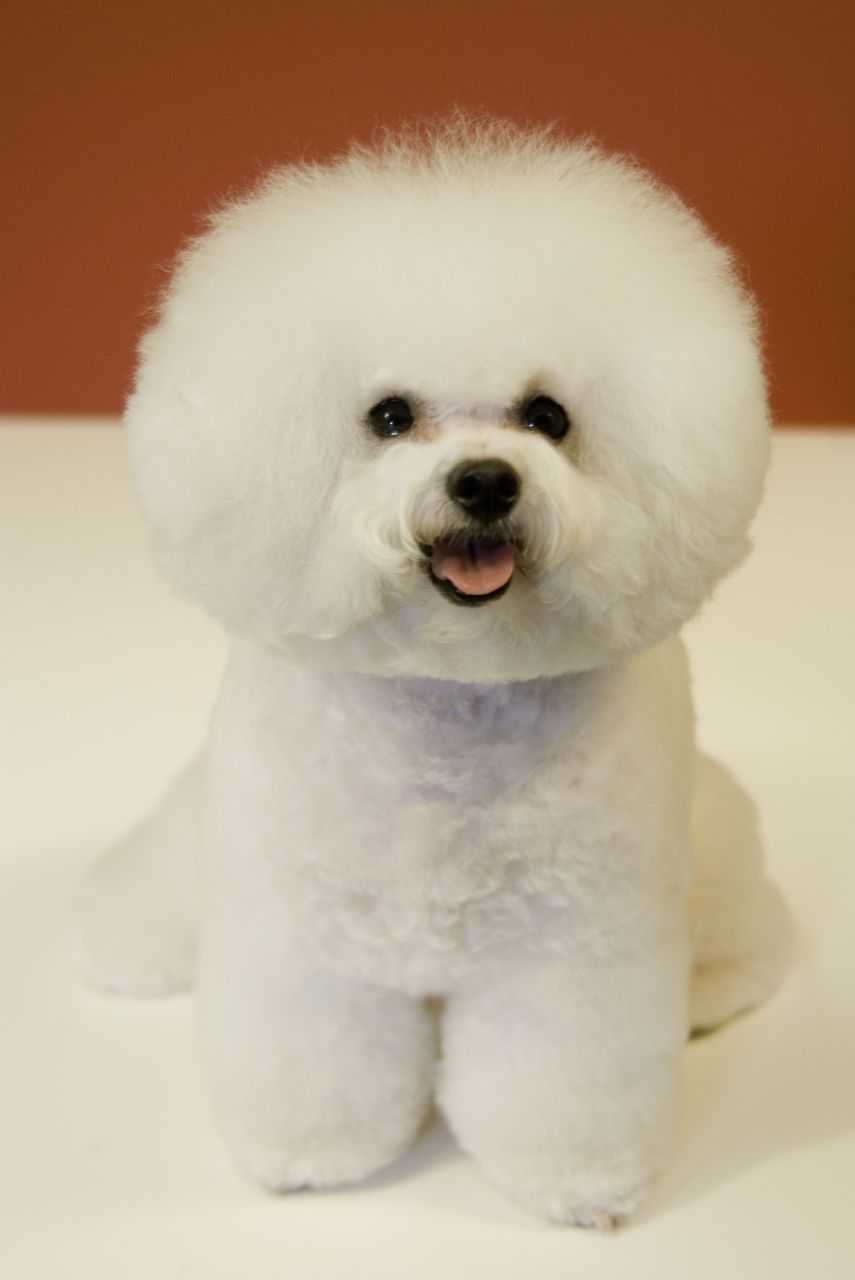
bichon frise - dlouhá, kudrnatá srst se znaky

možné kombinace genů a vzniklý fenotyp
| fenotyp                | FGF5   | RSPO2      | KRT71      |
| ---------------------- | ------ | ---------- | ---------- |
| krátká srst            | LL, Ll | whwh       | CC, CT, TT |
| dlouhá srst            | ll     | whwh       | CC         |
| hrubá srst             | Ll, Ll | WhWh, Whwh | CC         |
| kudrnatá srst          | ll     | whwh       | CT, TT     |
| hrubá a kudrnatá srst  | LL, Ll | WhWh, Whwh | CT, TT     |
| dlouhá srst se znaky   | ll     | WhWh, Whwh | CC         |
| kudrnatá srst se znaky | ll     | WhWh, Whwh | CT, TT     |

Pro popsané geny je dostupné genetické vyšetření, v České republice je nabízí Genomia.

## Štěněcí srst
Štěňata se rodí plně osrstěná, štěněcí srst — lanugo — je ale jemnější než srst dospělého psa, protože tvořena převážně samotnou podsadou. Stáří, ve kterém štěňata mění srst, je velmi variabilní - u hladkosrstých psů je ukončena do 4-6 měsíců, hrubosrstým plemenům, jako je knírač nebo border teriér začíná tvrdá srst růst taktéž kolem 4.- 6. měsíce věku, vlčí špic nebo havanský psík začne obrůstat zralou srstí asi ve 12 měsících, někdy dokonce až ve dvou letech, bobtailovi se definitivní srst utvoří do tří let věku. Zbarvení štěněčí srsti může být odlišné od barvy srsti zralé, štěně bobtaila je černé, u afghánského chrta je při narození poznat jen světlá nebo tmavá barva, jsou-li štěňata už při narození zlatá, budou v dospělosti písková s maskou, afghánští chrti barvy slonové kosti s černou maskou se rodí téměř černí. Pes, který má v dospělosti tříslové pálení, se může také narodit skoro celý černý, s budoucími znaky patrnými jen jako zlatý trojúhelník pod ocasem.

## Línání

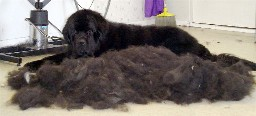
Vyčesaná podsada línajícího novofundlandského psa

Růst každého chlupu podléhá růstovému cyklu. Během první fáze, tzv. anagenu, dochází v chlupové cibulce k dělení buněk a chlup roste. Délka této fáze je geneticky daná a souvisí s celkovou délkou srsti - je krátká u krátkosrstých plemen a velmi dlouhá u plemen s dlouhou, neustále dorůstající srstí, jako jsou bišonci nebo pudlové. Jakmile chlup vyroste, přechází do další, udržovací fáze (tzv. katagen), během níž neroste, ale stále pevně vězí v kůži. Tato fáze může trvat týdny nebo měsíce a nakonec přechází do poslední fáze, telogenu, kdy je chlup jen slabě ukotvený v blízkosti povrchu kůže. Starý chlup je nakonec vytlačen nově rostoucím chlupem a nakonec vypadává. Za normálních okolností nejsou jednotlivé folikuly synchronizované a každý se nachází v trochu jiné fázi růstu. Při vypadnutí chlupu nedochází ke vzniku holých míst, protože je rychle nahrazen chlupem vyrůstajícího z folikulu, který je zrovna v anagenní fázi. V mírné formě probíhá výměna srsti celoročně. Sezónní línání je výraznější, je ovlivněno délkou světelného dne a dochází k němu dvakrát ročně, na jaře vypadává zimní srst, na podzim zase zimní srst narůstá. Psi, kteří žijí celoročně v bytě, mají sezónní línání potlačené, ale celoroční výměna je o to intenzivnější.
Línání, jako důsledek přirozeného způsobu růstu srsti, je vlastní všem psům. Nejvýraznější je u plemen s podsadou.
K synchronizaci růstových fází chlupu a k náhlému vylínání dochází po nadměrných stresových vlivech, jako je vážná nemoc, anestezie, březost, kojení nebo hormonální poruchy (nedostatečná funkce štítné žlázy). Jev se nazývá telogenní defluxe. Růstová fáze všech chlupů se překlopí do fáze telogenu a chlupy hromadně vypadnou. Je patrná se zpožděním, nejméně za měsíc po působení prvotní příčiny. Po odeznění stresoru srst opět naroste.

## Bezsrstost

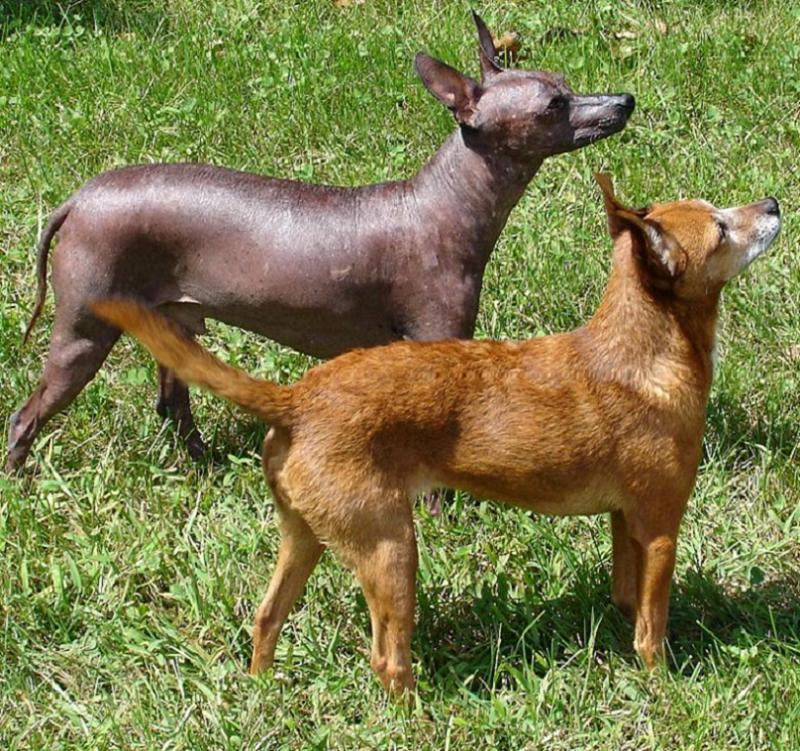
Osrstěný a nahý mexický naháč

Peruánský a mexický naháč a čínský chocholatý pes jsou nápadní chybějící srstí. Jedná se vlastně o formu epidermální dysplazie, autozomálně dědičnou poruchu tvorby kůže i kožních derivátů. Je způsobená mutací genu FOXI3 na 17. chromozomu, duplikací 7 bárů bází v exonu genu dojde k posunu čtecího rámce při traslaci, předčasnému ukončení traslace a výsledný protein je nefunkční. Bezsrstí psi jsou heterozygoti, homozygotní jedinci zahynou během embryonálního vývoje. Proto se v populaci těchto naháčů rodí i normálně osrstěná zvířata - u čínských naháčů se jedná o labutěnky s dlouhou hedvábnou srstí, osrstění peruánští a mexičtí naháči jsou nestandardní a do dalšího chovu nezasahují. S chybějícím osrstěním jsou spojeny defekty chrupu - často chybí třenové zuby a stoličky, mohou ale chybět i špičáky nebo řezáky, nemusí dojít k výměně mléčného zubu za trvalý (který nemusí být založen), špičáky mohou být deformované v jakési kolíky, zuby mohou předčasně vypadávat.
Americký bezsrstý teriér je rovněž lysý, ale neosrstění je u něj způsobeno jinou, dosud neprozkoumanou mutací. Bezsrstost se objevila jako spontánní mutace ve vrhu amerických krysích teriérů v roce 1972. Alela způsobující bezsrstost se označuje jako "Ha", dědičnost je autozomálně recesivní, takže nedochází k vyštěpování osrstěných zvířat. Tento typ bezsrstosti není spojen s chyběním zubů. Štěňata se rodí s řídkou srstí, která do 6 týdnů věku zcela vypadá, zůstanou jen hmatové chlupy.

## Zbarvení srsti
Zbarvení psí srsti je výsledkem interakce asi 12 různých genů, přičemž fenotyp nemusí vypovídat nic o genotypovém založení. Pro podrobnější informace o genetice viz článek Genetika zbarvení psů.
V následující tabulce jsou základní zbarvení psů s možným genotypem, který je způsobuje. Možné jsou i další kombinace barev, které v tabulce zaznamenány nejsou, například žíhaná s irskou strakatostí, hnědá s tříslovými odznaky, kombinace strakatosti a tečkování a mnoho dalších.
| Barva srsti                 | Obrázek | Genotyp                                     | Příklad plemen                                                            |
| --------------------------- | ------- | ------------------------------------------- | ------------------------------------------------------------------------- |
| černá                       |         | KK, Kk, aakk                                | šiperka, německý ovčák, novofundlandský pes                               |
| hnědá (čokoládová, játrová) |         | bbDd nebo bbDD                              | labradorský retrívr, hnědý pudl                                           |
| modrá                       |         | BBdd nebo Bbdd                              | německá doga, neapolský mastin, výmarský ohař                             |
| isabela                     |         | bbdd                                        | výmarský ohař, neapolský mastin                                           |
| šedá                        |         | Gg nebo GG                                  | polský ovčák nížinný, český teriér, kerry blue teriér                     |
| žlutá                       |         | Ay_ Ee, Ay_ EE nebo cchcchee                | zlatý retrívr, tosa inu                                                   |
| červená                     |         | Ay_ Ee, Ay_ EE nebo __ee                    | irský setr, červený jezevčík                                              |
| sobolí                      |         | Ay_ Ee, Ay_ EE + polygeny umbrous           | belgický ovčák tervueren, šeltie                                          |
| aguti - divoké zbarvení     |         | awaw, awat, awa                             | divoce zbarvený jezevčík, německý ovčák                                   |
| aguti - vlkošedá            |         | awawcchcch, awatcchcch, awacchcch nebo cece | knírač pepř a sůl, vlčí špic, norský losí pes šedý, československý vlčák  |
| bílá                        |         | ceceee, cecpee, cpcpee nebo swsw nebo MM    | bišonek, bílý knírač, bílý bulteriér                                      |
| Vícebarevné kombinace       | Obrázek | Genotyp                                     | Příklad plemen                                                            |
| tečkovaná                   |         | TT, Tt                                      | dalmatin, anglický setr, anglický špringršpaněl, australský honácký pes   |
| žíhaná                      |         | kbrkbr nebo kbrk                            | cane corso, německá doga, boxer, holandský ovčák, whippet, brazilská fila |
| merle                       |         | Mm                                          | jezevčík (tygr), beauceron (harlekýn), krátkosrstá kolie, catahoula       |
| tříslové odznaky            |         | atat, ata                                   | dobrman, rotvajler, hovawart, slovenský kopov, beauceron                  |
| urajiro                     |         | ?                                           | akita-inu, shiba                                                          |
| sedlo                       |         | asas, asat, asa                             | německý ovčák, airedale teriér, jorkšírský teriér, norwich teriér         |
| maska                       |         | EmE, Eme, EmEm                              | německý boxer, bullmastif, německá doga, anglický mastif                  |
| irská strakatost            |         | sisi                                        | border kolie, bostonský teriér, karelský medvědí pes                      |
| piebald spotting            |         | spsp                                        | barzoj, pointer, foxteriér, jack russell teriér                           |
| trikolor                    |         | atatsisi, asasisi                           | bígl, bernský salašnický pes, dlouhosrstá kolie                           |